# Alberto Mielgo
Alberto Mielgo est un réalisateur espagnol spécialisé dans l'animation né le 29 avril 1979.
Connu pour son style artistique aux effets visuels frénétiques, il a notamment remporté en 2021 l'Oscar du meilleur court métrage d'animation pour son court-métrage The Windshield Wiper, et réalisé plusieurs épisodes de la série télévisée Love, Death and Robots (2019-2022).

## Biographie
Alberto Mielgo travaille à Los Angeles et dirige un studio d'animation nommé pinkman.tv. Son style artistique se distingue notamment par des séquences d'action ou de course-poursuite aux effets visuels frénétiques, parfois au point de désorienter, et des gros plans sur les visages des personnages.
Il travaille deux ans sur la production du long-métrage d'animation Spider-Man: New Generation (2018), avant d'être licencié du projet.
Dans les années 2020, il réalise notamment des courts-métrages promotionnels pour les sorties de jeux Watch Dogs: Legion (2020) et Marathon (2025).

## Filmographie

### Cinéma
- 2018 : Spider-Man: New Generation de Peter Ramsey, Bob Persichetti et Rodney Rothman

### Télévision
- 2012 : Tron : La Révolte
- 2019 : Love, Death and Robots, saison 1 épisode 3 : The Witness[3]
- 2022 : Love, Death and Robots, saison 3 épisode 9 : Jibaro

### Courts-métrages
- 2020 : publicité pour le jeu vidéo Watch Dogs: Legion
- 2021 : The Windshield Wiper
- 2025 : publicité pour le jeu vidéo Marathon

## Distinctions
- 2013: Primetime Emmy Award de la meilleure animation[3] pour Tron : La Révolte
- 2013 : Annie Award de la meilleure direction artistique pour un programme animé pour Tron : La Révolte[3]
- 2019 : Primetime Emmy Award du meilleur court métrage d'animation pour Love, Death and Robots (saison 1 épisode 3 : The Witness)[3]
- 2019 : Primetime Emmy Award de la meilleure animation pour Love, Death and Robots (saison 1 épisode 3 : The Witness)[3]
- 2019 : Annie Award de la meilleure direction artistique pour un programme animé pour Love, Death and Robots (saison 1 épisode 3 : The Witness)[3]
- 2021 : 94e cérémonie des Oscars : Oscar du meilleur court métrage d'animation pour The Windshield Wiper[3]